# Ogowe Środkowe
Ogowe Środkowe (fr. Moyen-Ogooué) – jedna z gabońskich prowincji. Obszar prowincji wynosi 18 535 km², prowincję zamieszkuje 58 307 osób (2005). Ośrodkiem administracyjnym (stolicą) jest Lambaréné.

## Departamenty
Ogowe Środkowe jest podzielone na 2 departamenty:
- Abanga-Bigne (Ndjole)
- Ogooue et des Lacs (Lambarene)